# Списак совјетских министара одбране
Министар одбране Совјетског Савеза односи се на министра одбране, који је био одговоран за одбрану Руске комунистичке Совјетске Федеративне Социјалистичке Републике од 1919. до 1922. и Совјетског Савеза од 1922. до 1991. године.

## Списак министара одбране
| Име и презиме                                             | Слика                                                     | Почетак мандата                                           | Крај мандата                                              | Премијер                                                  |
| Народни комесар за војне и морнаричке послове (1923–1934) | Народни комесар за војне и морнаричке послове (1923–1934) | Народни комесар за војне и морнаричке послове (1923–1934) | Народни комесар за војне и морнаричке послове (1923–1934) | Народни комесар за војне и морнаричке послове (1923–1934) |
| --------------------------------------------------------- | --------------------------------------------------------- | --------------------------------------------------------- | --------------------------------------------------------- | --------------------------------------------------------- |
| Лав Троцки                                                |                                                           | 29. август 1919                                           | 15. јануар 1925                                           | Владимир Лењин                                            |
| Лав Троцки                                                | Алексеј Риков                                             | 29. август 1919                                           | 15. јануар 1925                                           |                                                           |
| Михаил Фрунзе                                             |                                                           | 15. јануар 1925                                           | 31 Октобар 1925                                           | Алексеј Риков                                             |
| Маршал Климент Ворошилов                                  |                                                           | 6. новембар 1925                                          | 20. јун 1934                                              | Алексеј Риков                                             |
| Маршал Климент Ворошилов                                  | Вјачеслав Молотов                                         | 6. новембар 1925                                          | 20. јун 1934                                              |                                                           |
| Народни комесар за одбрану (1934–1946)                    |                                                           |                                                           |                                                           |                                                           |
| Маршал Климент Ворошилов                                  |                                                           | 20. јун 1934                                              | 7. мај 1940                                               | Вјачеслав Молотов                                         |
| Маршал Семјон Тимошенко                                   |                                                           | 7. мај 1940                                               | 19. јул 1941                                              | Вјачеслав Молотов                                         |
| Маршал Семјон Тимошенко                                   | Јосиф Стаљин                                              | 7. мај 1940                                               | 19. јул 1941                                              |                                                           |
| Генералисимус Јосиф Стаљин                                |                                                           | 19. јул 1941                                              | 25. фебруар 1946                                          | Вјачеслав Молотов                                         |
| Генералисимус Јосиф Стаљин                                | Јосиф Стаљин                                              | 19. јул 1941                                              | 25. фебруар 1946                                          |                                                           |
| Народни комесар за Морнарицу (1937–1946)                  |                                                           |                                                           |                                                           |                                                           |
| 1. комесар Пјотр Смирнов                                  |                                                           | 30. децембар 1937                                         | 30. јун 1938                                              | Вјачеслав Молотов                                         |
| Заповедник 1. армије Михаил Фриновски                     |                                                           | 8. септембар 1938                                         | 20 Март 1939                                              | Вјачеслав Молотов                                         |
| Вицеадмирал Николај Кузњецов                              |                                                           | 28. април 1939                                            | 25. фебруар 1946                                          | Вјачеслав Молотов                                         |
| Вицеадмирал Николај Кузњецов                              | Јосиф Стаљин                                              | 28. април 1939                                            | 25. фебруар 1946                                          |                                                           |
| Народни комесар за оружане снаге (1946)                   |                                                           |                                                           |                                                           |                                                           |
| Генералисимус Јосиф Стаљин                                |                                                           | 25. фебруар 1946                                          | 15 Март 1946                                              | Јосиф Стаљин                                              |
| Министар оружаних снага (1946–1950)                       |                                                           |                                                           |                                                           |                                                           |
| Генералисимус Јосиф Стаљин                                |                                                           | 15 Март 1946                                              | 3 Март 1947                                               | Јосиф Стаљин                                              |
| Николај Булгањин                                          |                                                           | 3 Март 1947                                               | 24 Март 1949                                              | Јосиф Стаљин                                              |
| Маршал Александар Васиљевски                              |                                                           | 24 Март 1949                                              | 25. фебруар 1950                                          | Јосиф Стаљин                                              |
| Министар рата (1950–1953)                                 |                                                           |                                                           |                                                           |                                                           |
| Маршал Александар Васиљевски                              |                                                           | 25. фебруар 1950                                          | 15 Март 1953                                              | Јосиф Стаљин                                              |
| Маршал Александар Васиљевски                              | Георгиј Маљенков                                          | 25. фебруар 1950                                          | 15 Март 1953                                              |                                                           |
| Министар Морнарице (1950–1953)                            |                                                           |                                                           |                                                           |                                                           |
| Адмирал Иван Јумашев                                      |                                                           | 25. фебруар 1950                                          | 20. јул 1951                                              | Јосиф Стаљин                                              |
| Адмирал Николај Кузњецов                                  |                                                           | 20. јул 1951                                              | 15 Март 1953                                              | Јосиф Стаљин                                              |
| Адмирал Николај Кузњецов                                  | Георгиј Маљенков                                          | 20. јул 1951                                              | 15 Март 1953                                              |                                                           |
| Министар одбране (1953–1991)                              |                                                           |                                                           |                                                           |                                                           |
| Маршал Николај Булгањин                                   |                                                           | 15 Март 1953                                              | 9. фебруар 1955                                           | Георгиј Маљенков                                          |
| Маршал Георгиј Жуков                                      |                                                           | 9. фебруар 1955                                           | 26 Октобар 1957                                           | Николај Булгањин                                          |
| Маршал Родион Малиновски                                  |                                                           | 26 Октобар 1957                                           | 31 Март 1967                                              | Николај Булгањин                                          |
| Маршал Родион Малиновски                                  | Никита Хрушчов                                            | 26 Октобар 1957                                           | 31 Март 1967                                              |                                                           |
| Маршал Родион Малиновски                                  | Алексеј Косигин                                           | 26 Октобар 1957                                           | 31 Март 1967                                              |                                                           |
| Маршал Андреј Гречко                                      |                                                           | 12. април 1967                                            | 26. април 1976                                            | Алексеј Косигин                                           |
| Маршал Дмитриј Устинов                                    |                                                           | 30. јул 1976                                              | 20. децембар 1984                                         | Алексеј Косигин                                           |
| Маршал Дмитриј Устинов                                    | Николај Тихонов                                           | 30. јул 1976                                              | 20. децембар 1984                                         |                                                           |
| Маршал Сергеј Соколов                                     |                                                           | 22. децембар 1984                                         | 30. мај 1987                                              | Николај Тихонов                                           |
| Маршал Сергеј Соколов                                     | Николај Ришков                                            | 22. децембар 1984                                         | 30. мај 1987                                              |                                                           |
| Маршал Дмитриј Јазов                                      |                                                           | 30. мај 1987                                              | 22. август 1991                                           | Николај Ришков                                            |
| Маршал Дмитриј Јазов                                      | Валентин Павлов                                           | 30. мај 1987                                              | 22. август 1991                                           |                                                           |
| Маршал авијације Јевгениј Шапошњиков                      |                                                           | 23. август 1991                                           | 21. децембар 1991                                         | Иван Силајев                                              |